# Eugène Apert
Eugène Apert (Paris, 27 de julho de 1868 — 2 de fevereiro de 1940) foi um médico pediatra francês. Em 1906 descobriu e nomeou a anomalia de síndrome de Apert.
Apert publicou vários materiais no campo da pediatria, incluindo um influente manual de criação de filhos. Ele também foi membro-fundador da extinta Sociedade Francesa de Eugenia.